# Franz Vigil von Spaur und Valör
Franz Vigil von Spaur und Valör (auch Franz Vigil Reichsfreiherr (seit 1637 Reichsgraf) von Spaur und Valör; * 6. Januar 1609 auf Schloss Valer im Val di Non; † 9. Januar 1670) war 1644–1670 Fürstbischof von Chiemsee.

## Leben
Franz Vigil von Spaur und Valör wurde auf Schloss Valer im Bistum Trient geboren. Seine Eltern waren Georg Friedrich von Spaur und Barbara Gräfin Lodron. 1637 wurden die Reichsfreiherren Spaur und Valör in den Reichsgrafenstand erhoben.
Nach dem Gymnasialbesuch in Salzburg studierte Franz Vigil von Spaur und Valör 1629–1633 als Alumne des Collegium Germanicum in Rom, wo er am 21. Mai 1633 zum Priester geweiht wurde. Bereits seit 1632 besaß er ein Kanonikat am Trienter Domkapitel, auf das er 1644 resignierte. 1636 erlangte er eine Präbende am Salzburger Domkapitel, die vermutlich zu seinem weiteren Aufstieg im Erzbistum führte. Spätestens seit 1639 ist er als erzbischöflicher Hofrat belegt und am 8. Oktober 1640 wurde er von Erzbischof Paris von Lodron, mit dem er  verwandt war, zu dessen Statthalter ernannt.
Nach dem Tod des Chiemseer Bischofs Johann Christoph von Liechtenstein-Kastelkorn 1643 ernannte Erzbischof Lodron am 23. Februar 1644 Franz Vigil von Spaur und Valör zu dessen Nachfolger. Zudem folgten weitere Aufstiege: 1664 die Ernennung zum Geheimen Rat, 1664 zum Hofratspräsident und im selben Jahr die Wahl zum Salzburger Domdekan. Außerdem war er auch kaiserlicher Geheimer Rat. Als Generalvikar wurde ihm der Benediktiner Aegidius Ranbeck zur Seite gestellt, der in diesem Amt bis 1651 wirkte.
Während seiner Amtszeit als Bischof von Chiemsee wurde 1653 das Dominikanerkloster in Kitzbühel gegründet und 1669 wurde Scheffau Sitz eines Vikariates. Zu einem Verlust für seinen Sprengel kam es, als Bartholomäus Holzhauser, der Gründer einer Priestergemeinschaft, seine Stelle als Pfarrer und Dekan von St. Johann in Tirol aufgab. Ursächlich für den Weggang war vermutlich ein Streit Holzhausers mit dem Archidiakon von Herrenchiemsee, bei dem es um Amtsbefugnisse sowie die Teilnahme Holzhausers an den Synoden des Archidiakonats ging. Dieser Streit wurde seit der Gründung des Dekanates St. Johann im Jahre 1621 geführt. Obwohl Bischof Franz Vigil von Spaur und Valör schon 1646 den Dekan zur Teilnahme an den Archidiakonalsynoden verpflichtet hatte, ist die Anwesenheit von Holzhausers Nachfolger erst für 1660 belegt.
Da Chiemsee ein Eigenbistum von Salzburg war, nahm Franz Vigil von Spaur und Valör auch Aufgaben im Erzbistum Salzburg wahr. Nach dem Tod des Erzbischofs Paris von Lodron übernahm er den Befehl über die Festung Hohensalzburg und 1654 war er an der Konsekration von Lodrons Nachfolger Guidobald von Thun beteiligt. In päpstlichem Auftrag überreichte er am 8. Dezember 1668 dessen Nachfolger Max Gandolf von Kuenburg das Pallium.
Außerhalb seines Sprengels stiftete er in Berg am Laim bei München ein Institut für arme Mädchen. Nach seinem Tod wurde er in der Familiengruft in Spormaggiore im Nonstal beigesetzt.